# 三河口镇 (马边县)
三河口镇，原为三河口乡，是中华人民共和国四川省乐山市马边彝族自治县下辖的一个乡镇级行政单位。2020年5月，撤乡设镇。

## 行政区划
三河口镇下辖以下地区：
三河口村、扇子湾村、白岩子村、月儿坝村、星星村、涉水坝村、先家普村和金家沟村。